# Lori Alan
Lori Alan, est une actrice américaine, prêtant également sa voix dans des dessins animés.

## Biographie
Lori Alan développe très vite son goût pour le métier d'actrice. Elle apparaît dans une publicité pour une pizza à l'âge de cinq ans. Elle est ensuite diplômée de la Tisch School of the Arts de l'Université de New York.
Elle est connue pour prêter sa voix pour, Diane Simmons dans Les Griffin (1999-2010) et Pearl Krabs dans Bob l'éponge (depuis 1999).

## Doublage
- 1990 : New York, police judiciaire (série télévisée, 1 épisode) : Martha
- 1993 : Madame et ses filles (série télévisée, 1 épisode) : Beverley
- 1994 : Sacré mariage, de Leonard Nimoy : Cléopâtre
- 1994 : Le monde de Dave (série télévisée, 1 épisode)
- 1994 : The Rockford Files: I Still Love L.A. (Téléfilm), de James Whitmore Jr. : Karen Kupfer
- 1994 : SWAT Kats (Série d'animation, 11 épisodes) : Lieutenant Felina Feral (voix)
- 1994-1996 : Les Quatre Fantastiques (Série d'animation, 31 épisode) : La Femme invisible (voix)
- 1995 : Buford's Got a Gun (TV), de Robert Ryder : Estelle
- 1995 : Avec ou sans hommes, d'Herbert Ross
- 1995 : The George Carlin Show (TV, 1 épisode) : Infirmière
- 1995 : Ned et Stacey (série télévisée, 1 épisode) : Theresa
- 1995 : Le Père de la mariée 2, de Charles Shyer : Mrs. Habib
- 1996 : Larry & Steve (Court métrage), de Seth MacFarlane : Cindy (voix)
- 1996 : Boston Common (série télévisée, 3 épisodes) : Liz (voix)
- 1996 : Toto Lost in New York (Vidéo) : Mère (voix)
- 1996 : Virtual Oz (Vidéo) : Auntie Scraps (voix)
- 1996 : Drôles de Monstres (Série d'animation, 1 épisode) : Mère/Fille (voix)
- 1996 : Garage Sale (Court métrage) : Gwen
- 1996 : Les Anges du bonheur (série télévisée, 1 épisode) : Rachel Carson
- 1997 : What a Cartoon! (TV, 1 épisode) : Cindy (voix)
- 1997 : Les Castors allumés (Série d'animation, 1 épisode) : Porcupine/Skunk (voix)
- 1997 : Cléo et Chico (Série d'animation, 1 épisode) : Winney (voix)
- 1997-2001 : Hé Arnold ! (Série d'animation, 5 épisodes) : Plusieurs personnages (voix)
- 1998 : Animaniacs (Série d'animation, 1 épisode) : Sharon (voix)
- 1998 : Silver Surfer (Série d'animation, 3 épisodes) : La Femme invisible (voix)
- 1999 : The Kids from Room 402 (série télévisée, 1 épisode) : Infirmière Pitts (voix)
- 1999 : Johnny Bravo (Série d'animation, 1 épisode) : Assistante Production/Robot Walla (voix)
- 1999-2010 : Les Griffin (Série d'animation, 62 épisodes) : Diane Simmons (voix)
- 1999-2013 : Bob l'éponge (Série d'animation, 32 épisodes) : Pearl Krabs (voix)
- 2001 : Will et Grace (série télévisée, 1 épisode) : Jean (voix)
- 2001 : Fluffer, de Richard Glatzer et Wash Westmoreland : Harmony
- 2002 : Le tique (série télévisée, 1 épisode) : District Attorney
- 2002 : Charmed (série télévisée, 1 épisode) : Cynthia
- 2002 : Sabrina, l'apprentie sorcière (série télévisée, 1 épisode) : La voiture de Sabrina
- 2002 : 3-South (Série d'animation) (voix)
- 2003 : Friends (série télévisée, 1 épisode) : Sonya
- 2003 : Good Morning, Miami (série télévisée, 1 épisode) : Loretta
- 2003 : Six Feet Under (série télévisée, 1 épisode) : Macy's Saleswoman
- 2004 : Comic Book: The Movie (Vidéo) : Anita Levine (voix)
- 2004 : La Famille Delajungle (Série d'animation, 1 épisode) : La fille d'Elder
- 2004 : Bob l'éponge, le film, de Stephen Hillenburg : Pearl Krabs (voix)
- 2004 : Metal Gear Solid 3: Snake Eater (Jeu vidéo) : The Boss (voix)
- 2005 : Area 51 (Jeu vidéo) : Voix supplémentaires
- 2005 : Billy et Mandy, aventuriers de l'au-delà (Série d'animation, 1 épisode) : Voix supplémentaires
- 2005 : Family Guy Presents Stewie Griffin: The Untold Story (Vidéo) : Diane Simmons (voix)
- 2005 : Stroker and Hoop (Série d'animation, 1 épisode) : Voix supplémentaires
- 2005 : Les Experts (série télévisée, 1 épisode) : Valerie Esposito
- 2006 : Family Guy Video Game! (Jeu vidéo) : Diane Simmons (voix)
- 2006 : W.I.T.C.H. (Série d'animation, 1 épisode) : Brenda (voix)
- 2007-2008 : Cory est dans la place (série télévisée, 4 épisodes) : Mrs. Flowers
- 2007-2009 : Rick & Steve: The Happiest Gay Couple in All the World (Série d'animation, 7 épisodes) : Dixie (voix)
- 2008 : WALL-E, de Andrew Stanton
- 2008 : Des jours et des vies (série télévisée, 1 épisode)
- 2008 : CSI: NY (Jeu vidéo) : Amy Yablans/Olivia Moretti/Eloise Stanwick-Lourdes (voix)
- 2008 : Tokyo Martin (Court métrage) : Voix supplémentaires
- 2009 : Divorce Sale (Court métrage) : Hot Chick
- 2009 : Chuck (série télévisée, 1 épisode) : Judy Roberts
- 2009 : Chowder (Série d'animation, 1 épisode) : Voix
- 2009 : Southland (série télévisée, 3 épisodes) : D.A. Deborah Janowitz
- 2009 : The Closer : L.A. enquêtes prioritaires (série télévisée, 1 épisode) : Kathy Weber
- 2009 : Marvel: Ultimate Alliance 2 (Jeu vidéo) : Présentatrice (voix)
- 2009 : Tempête de boulettes géantes, de Phil Lord et Chris Miller
- 2010 : Pee-Wee Gets an iPad! (Vidéo) : Chairry / Écran magique
- 2010 : Metal Gear Solid: Peace Walker (Jeu vidéo) : The Boss (voix)
- 2010 : Toy Story 3, de Lee Unkrich : La mère de Bonnie (voix)
- 2010 : Hard Times (série télévisée, 2 épisodes) : Linda Robbins
- 2010 : Martin se la raconte (Série d'animation, 3 épisodes) : Voix supplémentaires
- 2010 : Hollywood Is Like High School with Money (série télévisée, 9 épisodes) : Iris Whitaker
- 2010 : 90210 Beverly Hills : Nouvelle Génération (série télévisée, 1 épisode) : l'Agent immobilière
- 2011 : BlackBoxTV (série télévisée, 1 épisode) : Joanna Haywood
- 2011 : McCracken Live! (série télévisée, 1 épisode) : Lauren Hanson
- 2011 : Vacances à Hawaï (Court métrage) : La mère de Bonnie (voix)
- 2011 : Los Angeles, police judiciaire (série télévisée, 1 épisode) : Robbi Nathan
- 2011 : Small Fry (Court métrage) : La mère de Bonnie (voix)
- 2011 : Workaholics (série télévisée, 1 épisode) : Betsy Russ
- 2012 : Kinect Rush: A Disney Pixar Adventure - Snapshot (Jeu vidéo) : La mère de Bonnie (voix)
- 2012 : Les Bio-Teens (Série d'animation, 1 épisode) : Edie (voix)
- 2012 : Rex, le roi de la fête (Court métrage) : La mère de Bonnie (voix)
- 2012 : Bones (série télévisée, 1 épisode) : Gina Carlson
- 2012 : School and Board (série télévisée, 4 épisodes) : Susan
- 2013 : Henry Hugglemonster (Série d'animation, 3 épisodes) : Momma (voix)
- 2013 : Monstres Academy, de Dan Scanlon : Voix additionnelles
- 2013 : Moi, moche et méchant 2, de Pierre Coffin et Chris Renaud : Voix additionnelles
- 2013 : Ray Donovan (série télévisée), 1 épisode) : Darlene
- 2013 : R.A. Resident Advisor, de Colin Sander : Mrs. Harris
- 2013 : Meet My Rapist (Court métrage)
- 2013 : Toy Story of Terror (Téléfilm) : La mère de Bonnie (voix)
- 2013 : Rolling with Dad (Téléfilm), de Dan Fraga : Brenda Stickle
- 2015 : Metal Gear Solid V: The Phantom Pain (Jeu vidéo) : The Boss (voix)
- 2018 : Vampyr (jeu vidéo) : Lady Ashbury (voix)